# 海洋放线孢菌属
海洋放线孢菌属为拟诺卡氏菌科的一属细菌。此属的模式种为深海放线菌(Marinactinospora thermotolerans)。

## 下属物种
本属包括以下物种：
- Marinactinospora endophytica Liu et al., 2015[1]
- 深海放线菌 Marinactinospora thermotolerans Tian et al., 2009